# Martín Anselmi
Martín Rodrigo Anselmi (Rosario, 11 juli 1985) is een Argentijns-Italiaans voetbaltrainer. Hij werd in juli 2025 ontslagen bij FC Porto.

## Carrière
Anselmi werkte als trainer in de jeugdopleidingen van Excursionistas en CAI voor hij in 2016 een tijdje als assistent van Gabriel Milito bij Independiente actief was. Hierna werd hij assistent-trainer bij Atlanta en trainer van het belofteteam van Universidad Católica. In 2019 haalde Miguel Ángel Ramírez hem naar Independiente del Valle om bij die club zijn assistent te worden en later volgde Anselmi hem naar Internacional om diezelfde rol te vervullen.
Nadat Ramírez werd ontslagen bij Internacional vertrok Anselmi ook. Een half jaar later stond hij voor het eerst bij een eerste elftal op eigen benen, toen Unión La Calera hem aanstelde. De Chileense club won drie van de vijftien wedstrijden onder zijn leiding, waarna hij ontslagen werd in april 2022. Na een maandje zonder club keerde de Argentijn terug bij Independiente del Valle, waar hij nu op eigen benen kwam te staan. Hij stond anderhalf jaar aan het roer bij de Ecuadoraanse club en wist vier verschillende prijzen te winnen.
In december 2023 nam Anselmi ontslag bij Independiente del Valle en een paar dagen later stelde Cruz Azul hem aan als nieuwe hoofdtrainer. Ruim een jaar bleef hij in dienst voor hij besloot over te stappen naar FC Porto. Die club stelde hem aan als opvolger van de ontslagen Vítor Bruno en gaf hem een contract voor tweeënhalf jaar. Na de uitschakeling van FC Porto tijdens het WK voor clubs 2025 werd Anselmi ontslagen.

## Erelijst
| Competitie              |                         |                         |                         |                         |
| Competitie              | Aantal                  | Jaren                   |                         |                         |
| Als trainer             | Als trainer             | Als trainer             | Als trainer             | Als trainer             |
| Independiente del Valle | Independiente del Valle | Independiente del Valle | Independiente del Valle | Independiente del Valle |
| ----------------------- | ----------------------- | ----------------------- | ----------------------- | ----------------------- |
| Copa Ecuador            | 1                       | 2022                    |                         |                         |
| Supercopa Ecuador       | 1                       | 2023                    |                         |                         |
| CONMEBOL Sudamericana   | 1                       | 2022                    |                         |                         |
| CONMEBOL Recopa         | 1                       | 2023                    |                         |                         |
| Als assistent-trainer   |                         |                         |                         |                         |
| Independiente del Valle |                         |                         |                         |                         |
| CONMEBOL Sudamericana   | 1                       | 2019                    |                         |                         |